# Cylindrocolea
Cylindrocolea là một chi rêu trong họ Cephaloziellaceae.